# 모리스 카노브스키

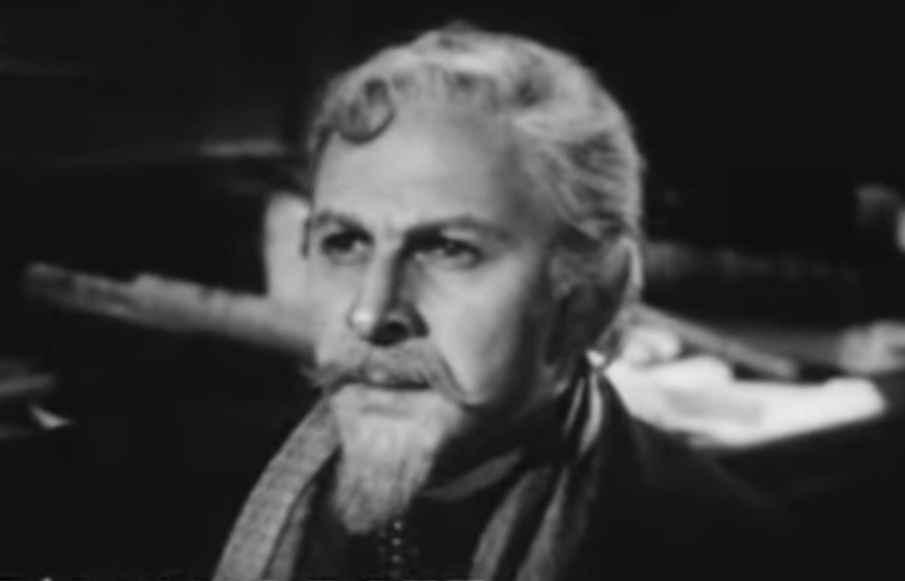

모리스 카노브스키(Morris Carnovsky, 1897년 9월 5일 ~ 1992년 9월 1일)는 미국의 연극 배우, 영화배우이다.
세인트루이스에서 태어났으며 이스턴 (코네티컷주)에서 사망하였다. 사인은 질병이다.

## 영화
- 겜블러 (1974년)
- 다리에서 본 전망 (1961년)
- 건 크레이지 (1950년)
- 욕망의 상속자 (1947년)
- 썸웨어 인 더 나잇 (1946년)
- 랩소디 인 블루 (1945년)
- 엣지 오브 다크니스 (1943년)
- 에밀 졸라의 생애 (1937년) - 아나톨 프랑스 역